# تيموثي هال
تيموثي هال (25 يوليو 1944 - ) (بالإنجليزية: Timothy Hall)‏ هو لاعب كريكت بريطاني.